# Norra Borgafjällens naturreservat
Norra Borgafjällens naturreservat är ett naturreservat i Dorotea kommun i Västerbottens län.
Området är naturskyddat sedan 2023 och är 197 kvadratkilometer stort. Reservatet ligger norr om Borgasjön och består av fjällmassiv med kalfjällstoppar, fjällplatåer med ris- och gräshedar. I fjällsluttningarnas nedre delar återfinns fjällbjörkskog och i de södra delarna barrskogar. 